# Maxis
Maxis är ett amerikanskt datorspelsföretag, grundat 1987 av Will Wright och Jeff Braun. Företaget står bakom framgångsrika spel som The Sims och SimCity-serierna. Det första spelet Maxis släppte var SimCity (1989) som fick mycket stor framgång och som nu kan spelas gratis på SimCitys webbplats.
Sedan 1997 ägs Maxis av Electronic Arts och senare versioner av The Sims ges under varumärket Electronic Arts istället för Maxis.

## Spel i urval
- SimCity (1989)
- SimEarth (1990)
- SimAnt (1991)
- SimFarm (1993)
- SimIsle (1993)
- SimCity 2000 (1994)
- SimLife (1994)
- SimStad (1995)
- SimPark
- Streets Of SimCity (1997)
- SimCopter (1998)
- SimCity 3000 (1999)
- The Sims (2000)
- SimCity 4 (2003)
- The Sims 2 (2004)
- Spore (2008)
- The Sims 3 (2009)
- Darkspore (2011)
- SimCity (2013)
- The Sims 4 (2014)